# Ademola Lookman
Ademola Lookman, né le 20 octobre 1997 à Londres en Angleterre, est un footballeur international nigérian qui évolue au poste d'avant-centre à l'Atalanta Bergame.

## Biographie

### Enfance
Ademola Lookman est né au Royaume-Uni de parents nigérians. Il passe son enfance à Peckham, un district du sud-est de Londres réputé difficile, avec sa mère et une soeur alors que son père vit au Nigeria,.

### Charlton Athletic
Ademola Lookman rejoint le centre de formation du Charlton Athletic FC au cours de l'été 2014. Le 3 novembre 2015, il fait ses débuts en équipe première lors d'un match de deuxième division face à Milton Keynes Dons. Un mois plus tard, le milieu anglais inscrit son premier but en championnat contre Brighton & Hove (défaite 3-2). Il réalise une bonne saison avec les Addicks puisqu'il est nommé meilleur jeune joueur de deuxième division en mai 2016. Charlton est cependant relégué en troisième division et Lookman inscrit cinq buts en vingt-et-une rencontres de championnat lors de la première moitié de saison. Ses bonnes performances attisent les convoitises de plusieurs clubs de Premier League et de Championship, mais c'est finalement l'Everton FC qui parvient à faire signer le jeune espoir anglais en janvier 2017. Il aura inscrit douze buts en quarante-neuf matchs toutes compétitions confondues avec Charlton.

### Everton FC
Le 5 janvier 2017, Ademola Lookman s'engage donc pour quatre ans et demi avec les Toffees. L'indemnité de transfert est évaluée à 11 millions de livres. Il fait ses débuts avec Everton le 15 janvier suivant en entrant en toute fin de match à la place de Ross Barkley face à Manchester City. Trois minutes après son entrée en jeu, il inscrit le dernier but des Toffees qui remportent le match 4-0.

#### Prêt au RB Leipzig
Le 31 janvier 2018, il est prêté pour six mois au RB Leipzig. Trois jours plus tard, il fait ses débuts avec le club allemand lors d'un match de championnat face au Borussia Mönchengladbach. Entré en jeu à la 78e minute, il inscrit l'unique but du match dans le temps additionnel. Lookman inscrit cinq buts en onze matchs de Bundesliga avant de réintégrer l'effectif d'Everton à l'issue de la saison.

### Retour au Everton FC
De retour à Everton, Lookman inscrit un but en vingt-quatre matchs toutes compétitions confondues lors de la saison 2018-2019.

### RB Leipzig
Le 25 juillet 2019, Lookman signe un contrat de cinq saisons avec le RB Leipzig. Il quitte donc Everton après avoir inscrit quatre buts en quarante-huit matchs en l'espace de deux ans et demi. L'indemnité de transfert est évaluée à 22,5 millions de livres.
Le jeune anglais ne joue que treize matchs toutes compétitions confondues au cours de la saison 2019-2020.

#### Prêts au Fulham FC puis Leicester City
Le 30 septembre 2020, Lookman est prêté pour une saison au Fulham FC où il inscrit 4 buts en 35 rencontres disputées.
Le 31 août 2021, il est de nouveau prêté en Premier League, dans le club de Leicester City.Son prêt est assorti d'une option d'achat qui ne se concrétise pas. Il est auteur de huit buts en 42 apparitions avec le club.

### Atalanta Bergame
Le 4 août 2022, Ademola Lookman s'engage en faveur de l'Atalanta Bergame et signe un contrat de quatre saisons, l'indemnité de transfert étant de 15 millions d'euros. Le 13 août 2022, il fait ses débuts avec le club italien lors de la première journée de Serie A et marque également son premier but.
Le 22 mai 2024, l'Atalanta Bergame affronte le Bayer Leverkusen en finale de la Ligue Europa au Dublin Arena. Il inscrit les trois buts de son équipe et permet à son club de remporter la finale,. Avec ces trois buts inscrits, il rejoint Ferenc Puskás, Alfredo Di Stéfano, Pierino Prati et Jupp Heynckes ayant marqué un triplé lors d'une finale de compétition européenne,, Heynckes étant le dernier avant lui à l'avoir réussi en 1975. Lookman devient le premier joueur africain de l’histoire à effectuer cette performance. Il reçoit également la note de 10 par le journal L'Équipe, une performance rare.
Ademola Lookman fait partie de la liste des 30 finalistes pour le Ballon d'or 2024. Il finit a la 14ème place.
Il a décroché le joueur africain de l'année en 2024. Au cours d’une cérémonie des CAF Awards organisée à Marrakech, le Super Eagle a « conservé le titre » pour le Nigeria, un an après le sacre de son compatriote Victor Osimhen.
À l'été 2025, Lookman entre en conflit avec son club et décide de ne pas prendre part aux entraînements. Convoité par l'Inter Milan avec qui il a un accord contractuel, il voit l'Atalanta Bergame refuser plusieurs offres du club milanais dépassant 40 millions d'euros. Lookman justifie sa décision par des « promesses non tenues » et un « traitement injuste » de la part de l'Atalanta, le club lui ayant promis à l'été 2024 d'autoriser un transfert en 2025 en cas d'offre « adéquate » après avoir refusé à cette date une offre de transfert d'environ 20 millions d'euros du Paris Saint-Germain. Le club italien annonce de son côté que cette promesse concernait un départ possible dans un « grand club européen » et pas dans un autre club italien. Le transfert ne se concrétise pas. Lookman retourne à Bergame après « deux semaines de silence injustifié et d'absence inexpliquée » et s'expose à une sanction de la part de son club.

### Sélection nationale
Alors que Lookman, né en Angleterre, est membre de l'équipe d'Angleterre des moins de 20 ans, il suscite l'intérêt de la Fédération du Nigeria de football en raison de la nationalité nigériane de ses parents. Ayant également joué avec les moins de 21 ans anglais, une procédure permettant à Ademola Lookman de rejoindre la sélection nationale du Nigeria est lancée en 2020 et elle aboutit en 2022,.
Le 29 décembre 2023, il est retenu dans la liste des vingt-cinq joueurs nigérians sélectionnés par José Peseiro pour disputer la Coupe d'Afrique des nations 2023. Lors de la compétition, il est l'auteur des deux seuls buts du huitième de finale Nigera-Cameroun puis l'unique buteur du quart de finale Nigeria-Angola.

## Statistiques
| Saison                | Club                  | Championnat           | Championnat | Championnat | Coupe nationale | Coupe nationale | Coupe de la Ligue | Coupe de la Ligue | Supercoupe | Supercoupe | Compétition(s) continentale(s) | Compétition(s) continentale(s) | Compétition(s) continentale(s) | Supercoupe UEFA | Supercoupe UEFA | Nigeria | Nigeria | Total | Total |
| Saison                | Club                  | Division              | M.          | B.          | M.              | B.              | M.                | B.                | M.         | B.         | Comp.                          | M.                             | B.                             | M.              | B.              | M.      | B.      | M.    | B.    |
| 2015-2016             | Charlton Athletic     | Championship          | 24          | 5           | -               | -               | -                 | -                 | -          | -          | -                              | -                              | -                              | -               | -               | -       | -       | 24    | 5     |
| 2016-2017             | Charlton Athletic     | League One            | 21          | 5           | 3               | 2               | 1                 | 0                 | -          | -          | -                              | -                              | -                              | -               | -               | -       | -       | 25    | 7     |
| Sous-total            | Sous-total            | Sous-total            | 45          | 10          | 3               | 2               | 1                 | 0                 | -          | -          | -                              | -                              | -                              | -               | -               | -       | -       | 49    | 12    |
| 2016-2017             | Everton FC            | Premier League        | 8           | 1           | -               | -               | -                 | -                 | -          | -          | -                              | -                              | -                              | -               | -               | -       | -       | 8     | 1     |
| 2017-2018             | Everton FC            | Premier League        | 7           | 0           | 1               | 0               | 2                 | 0                 | -          | -          | C3                             | 6                              | 2                              | -               | -               | -       | -       | 16    | 2     |
| 2018-2019             | Everton FC            | Premier League        | 21          | 0           | 2               | 1               | 1                 | 0                 | -          | -          | -                              | -                              | -                              | -               | -               | -       | -       | 24    | 1     |
| Sous-total            | Sous-total            | Sous-total            | 36          | 1           | 3               | 1               | 3                 | 0                 | -          | -          | -                              | 6                              | 2                              | -               | -               | -       | -       | 48    | 4     |
| 2017-2018             | RB Leipzig (prêt)     | Bundesliga            | 11          | 5           | -               | -               | -                 | -                 | -          | -          | -                              | -                              | -                              | -               | -               | -       | -       | 11    | 5     |
| 2019-2020             | RB Leipzig            | Bundesliga            | 11          | 0           | 1               | 0               | -                 | -                 | -          | -          | C1                             | 1                              | 0                              | -               | -               | -       | -       | 13    | 0     |
| Sous-total            | Sous-total            | Sous-total            | 22          | 5           | 1               | 0               | 0                 | 0                 | -          | -          | -                              | 1                              | 0                              | 0               | 0               | 0       | 0       | 24    | 5     |
| 2020-2021             | Fulham FC (prêt)      | Premier League        | 34          | 4           | -               | -               | 1                 | 0                 | -          | -          | -                              | -                              | -                              | -               | -               | -       | -       | 35    | 4     |
| 2021-2022             | Leicester City (prêt) | Premier League        | 26          | 6           | 2               | 0               | 2                 | 2                 | -          | -          | C3+C4                          | 4+8                            | 0+0                            | -               | -               | 4       | 1       | 46    | 9     |
| Sous-total            | Sous-total            | Sous-total            | 60          | 10          | 2               | 0               | 3                 | 2                 | -          | -          | -                              | 12                             | 0                              | -               | -               | 4       | 1       | 81    | 13    |
| 2022-2023             | Atalanta Bergame      | Serie A               | 31          | 13          | 2               | 2               | -                 | -                 | -          | -          | -                              | -                              | -                              | -               | -               | 3       | 0       | 36    | 15    |
| 2023-2024             | Atalanta Bergame      | Serie A               | 31          | 11          | 3               | 1               | -                 | -                 | -          | -          | C3                             | 11                             | 5                              | -               | -               | 16      | 5       | 61    | 22    |
| 2024-2025             | Atalanta Bergame      | Serie A               | 31          | 15          | -               | -               | -                 | -                 | 1          | 0          | C1                             | 7                              | 5                              | 1               | 0               | 6       | 2       | 46    | 22    |
| Sous-total            | Sous-total            | Sous-total            | 93          | 39          | 5               | 3               | 0                 | 0                 | 1          | 0          | -                              | 18                             | 10                             | 1               | 0               | 25      | 7       | 143   | 59    |
| Total sur la carrière | Total sur la carrière | Total sur la carrière | 255         | 65          | 14              | 6               | 7                 | 2                 | 1          | 0          | -                              | 37                             | 12                             | 1               | 0               | 29      | 8       | 344   | 93    |

## Palmarès

### En club
Avec l'Atalanta Bergame, Ademola Lookman remporte la Ligue Europa en 2024. Il est également finaliste de la Coupe d'Italie en 2024 et finaliste de la Supercoupe de l'UEFA 2024.

### En sélection
Avec l'équipe d'Angleterre des moins de 20 ans, il gagne la Coupe du monde des moins de 20 ans en 2017.
Avec le Nigeria, il est finaliste de l'édition 2023 de la Coupe d'Afrique des nations.

### Distinctions personnelles
- Nommé meilleur jeune joueur de D2 anglaise en 2016.
- Homme du match de la finale de la Ligue Europa 2023-2024 face au Bayer Leverkusen.
- Joueur africain de l'année en 2024[27]